# МИФОтолкования
МИФОтолкова́ния (англ. Myth Conception)  - Юмористический роман Роберта Асприна из серии «Миф».
В оригинальных названиях книг этой серии скрыта игра слов: Myth Conception — буквально: понимание или замысел мифа, на слух омонимично misconception — недоразумение. Аналогично в названиях остальных книг идёт игра смысловых оттенков Myth и Mis-.

## Сюжет
После победы над сумасшедшим магом Иштваном Скив и Ааз останавливаются в трактире, когда-то принадлежавшем Иштвану. Здесь Скив может спокойно продолжать обучаться магии у своего учителя. Однако спустя некоторое время происходит что-то из ряда вон выходящее — Скива приглашают участвовать в конкурсе на роль придворного мага королевства Поссилтум. Выходит так, что из сотни претендентов выбирают именно Скива. Однако вместо того, чтобы спокойно пожинать плоды прекрасной жизни в королевстве, всё оказывается иначе. Скиву надо противостоять огромнейшей армии на Пенте... Именно для этого король Родрик V и хотел нанять мага. При этом военные Поссилтума вовсе не рады появлению конкурента: генерал Плохсекир угрожает Скиву расправой в случае, если тот одержит победу. Инициатор приглашения мага, министр финансов Гримбл, угрожает тем же в случае поражения.
Скив отправляется на Базар-на-Деве и нанимает команду воинов. В её состав вошли сам Скив, Ааз, наёмная убийца Тананда (Танда), горгул Гэс и его саламандр Берферт, дракон Глип, потерявший способности бес Брокхерст, луканец Аякс и гремлин.
В ходе войны было много интересных и страшных случаев, например гибель Ааза на глазах у команды и его появление живым, и драка маленького дракона Глипа с огромным взрослым драконом.
Но закончилось все ни победой, ни поражением - предводитель армии и часть его солдат стали гражданами Поссилтума, а Скив так и остался работать придворным магом.

## Главные герои
Персонажи, появлявшиеся в первой книге:
- Скив — молодой пентюх (ничего личного, родное измерение Скива называется «Пент»), который лишился своего прежнего учителя и стал учиться у нового
- Ааз — демон («демонстратор измерений»), прибывший из измерения «Извр» (некоторые называют их «извращенцы», Скив и Ааз предпочитают слово «изверг»), учитель Скива
- Тананда — троллина, бывшая наёмная убийца. Весьма фигуристая подруга Скива и Ааза, впрочем, никогда не переступающая рамок дозволенного
- Брокхерст — наёмный убийца из измерения «Бесер»
- Глип — ручной дракон Скива

Новые персонажи:
- Аякс — лучник из Лукании
- Гэс — горгул, владелец таверны «Жёлтый полумесяц»
- Родерик Пятый — король Поссилтума
- Гримбл — прижимистый казначей Поссилтума
- Генерал Плохсекир — командующий армией Поссилтума